# Tobias Haslinger

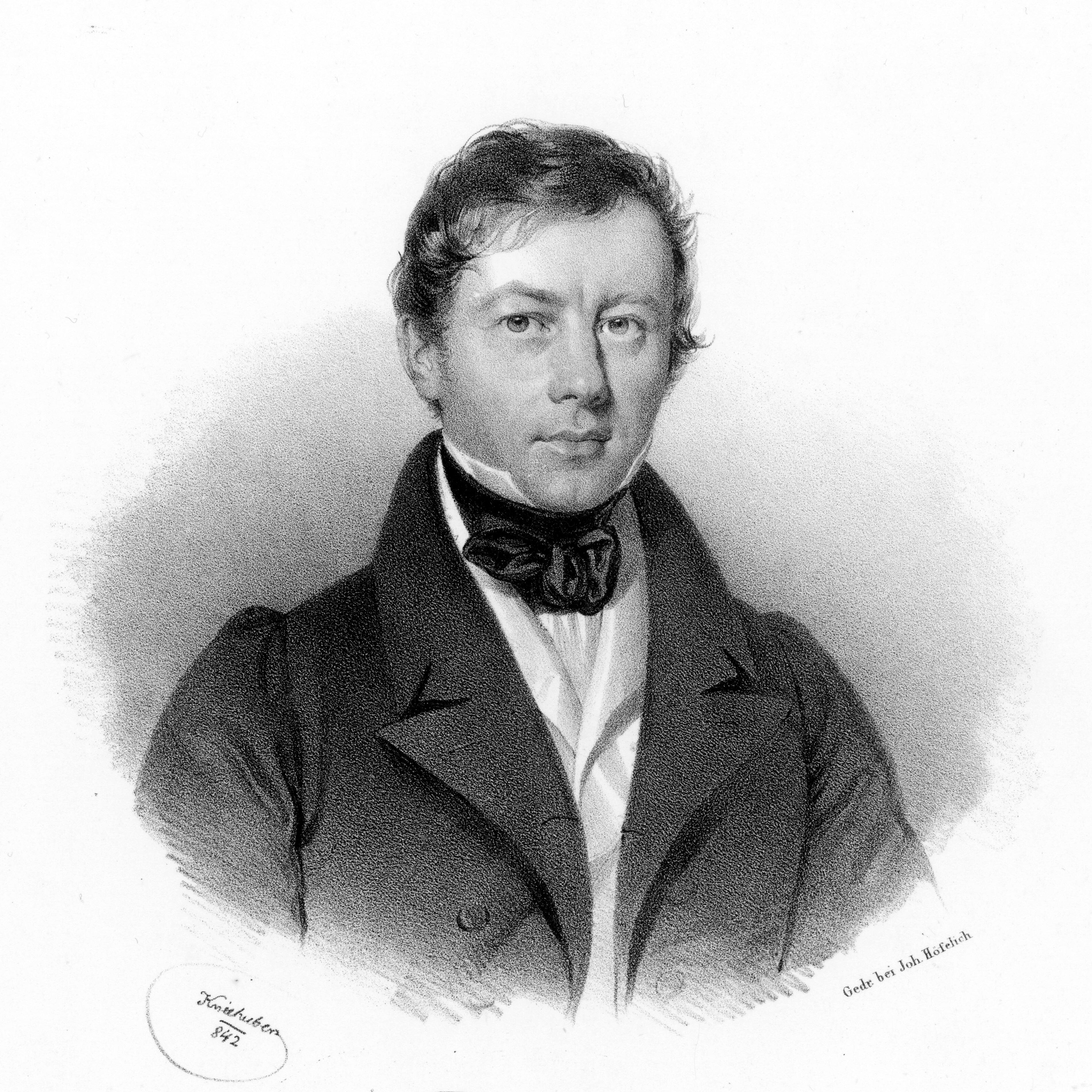
Tobias Haslinger, Lithographie von Joseph Kriehuber, 1842

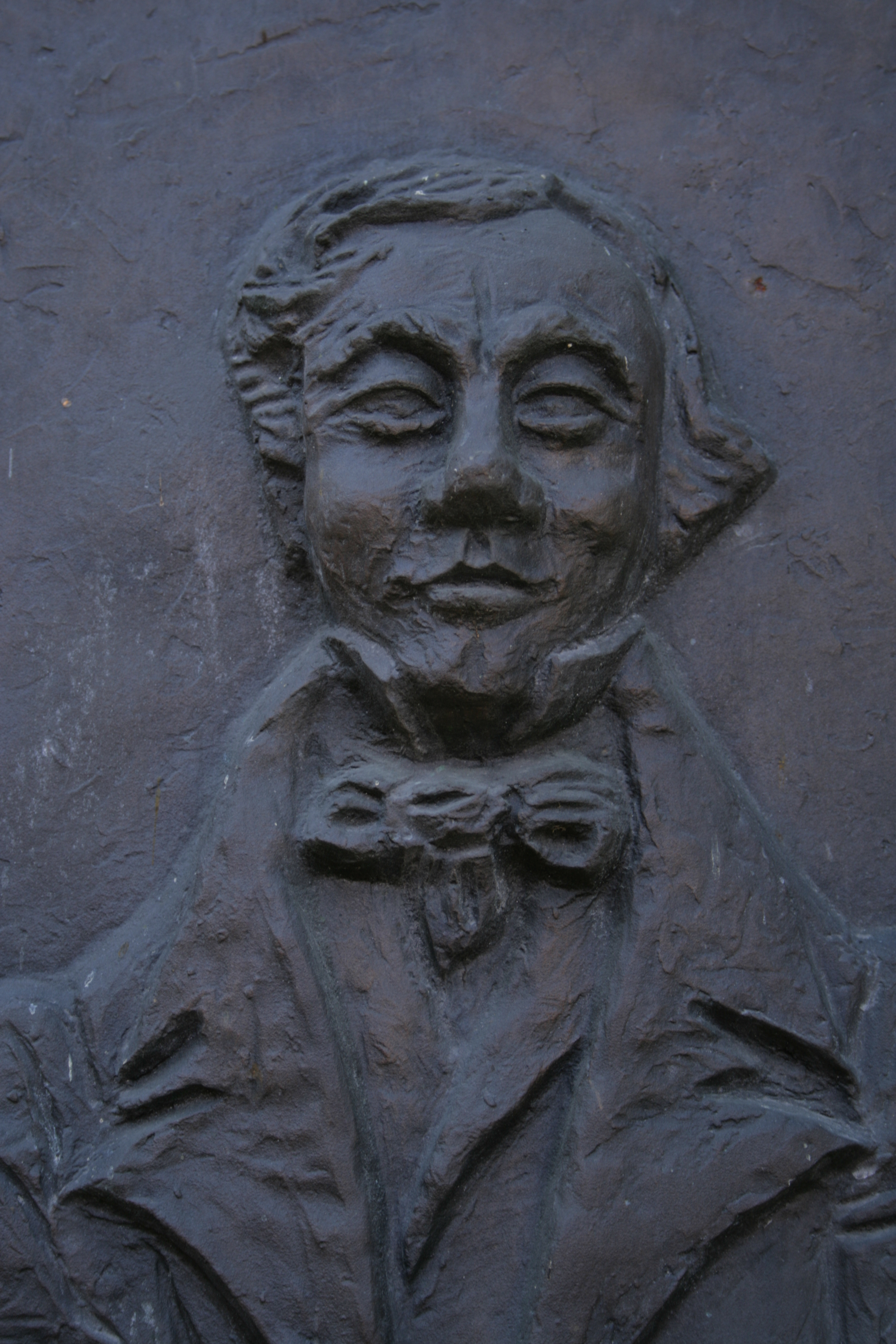
Tobias Haslinger, Gedenkstein am Geburtshaus in Bad Zell

Tobias Haslinger (* 1. März 1787 in Zell bei Zellhof, Oberösterreich; † 18. Juni 1842 in Wien) war ein österreichischer Musikverleger und Komponist.

## Leben
Tobias Haslinger stammt aus einer Färberfamilie aus Bad Zell. Als Sängerknabe in Linz erlernte er mehrere Instrumente und arbeitete in der Musikhandlung des Domkapellmeisters Franz Xaver Glöggl mit. 
Seit 1810 lebte er in Wien, wo er zuerst als Buchhalter, später als Gesellschafter in der Kunsthandlung von Sigmund Anton Steiner wirkte, die er 1826 übernahm. Er führte den Verlag, dem eine Druckerei und Notengravuranstalt angeschlossen war, zu internationaler Bedeutung. Hier wurden Werke von Beethoven, Franz Schubert (Liederzyklus Winterreise, komponiert 1827, von Haslinger veröffentlicht im Jahr 1828), Louis Spohr, Johann Nepomuk Hummel, Joseph Mayseder, Ignaz Moscheles, Carl Maria von Weber, Mozart, Carl Czerny, Muzio Clementi sowie das Gesamtwerk von Johann Strauss (Vater) verlegt. 
1821 widmete Ludwig van Beethoven seinem Verleger den musikalischen Scherz O Tobias! WoO (Werk ohne Opus) 182, einen Kanon für drei Stimmen.
Tobias Haslinger war Cellist und auch als Komponist tätig. 
Nach seinem Tode führte sein Sohn Carl den Verlag unter dem Namen Carl Haslinger quondam Tobias erfolgreich weiter. Von ihm wurden die Werke der Brüder Johann und Josef Strauss verlegt.
Seit 1894 trägt Tobias Haslinger zu Ehren eine Gasse im 16. und 17. Wiener Gemeindebezirk den Namen Haslingergasse.

## Auszeichnung
Der König von Preußen Friedrich Wilhelm III. verlieh 1836 dem k. k. Hof- und privaten Kunst- und Musikalienhändler die große goldene Medaille für Kunst- und Wissenschaft. Die preußische Gesandtschaft in Wien stellte das Verdienstzeichen dem Ausgezeichneten zu. Der Musikalienhändler hatte dem preußischen Monarchen ein Exemplar der Cantate von Beethoven mit dem Titel Der glorreiche Augenblick aus seinem Besitz gewidmet und ihm das Dedikationsexemplar zukommen lassen.

## Dokumente
Briefe von Tobias Haslinger befinden sich im Bestand des Leipziger Musikverlages C. F. Peters im Staatsarchiv Leipzig.

## Werke
Vokalwerke
- 3 Messen  für Männerchor
- Kleine Gesänge für das Jugend
- Die Kirchentüre für Gesang und Klavier

Orchesterwerke
- Europas Siegesfeier für Blasorchester

Kammermusik
- Quartett für Flöte, Violine, Violoncello und Klavier
- Trio concertant für Flöte, Viola und Gitarre, op. 9
- Sonate für Violoncello und Klavier
- Sonaten und Sonatinen für Violine und Klavier

Klavierwerke
- Sonaten
- Sonatinen